# 紅河県
紅河県（こうか-けん）は中華人民共和国雲南省紅河ハニ族イ族自治州に位置する県。

## 行政区画
下部に5鎮、8郷を管轄する
- 鎮
  - 迤薩鎮、甲寅鎮、楽育鎮、宝華鎮、浪堤鎮
- 郷
  - 洛恩郷、石頭寨郷、阿扎河郷、大羊街郷、車古郷、架車郷、垤瑪郷、三村郷